# SPÖ Oberösterreich
Die SPÖ Oberösterreich ist die Landesorganisation der Sozialdemokratischen Partei Österreichs im österreichischen Bundesland Oberösterreich. Die Partei hat ihren Sitz in der Linzer Landstraße.

## Geschichte
Erstmals möglich wurde die Gründung von Politischen Parteien und Vereinen in Österreich durch das Staatsgrundgesetz über die allgemeinen Rechte der Staatsbürger 1867, das der Bevölkerung erstmals grundlegende politische Rechte, wie die Vereins- und Versammlungsfreiheit oder die Meinungsäußerungsfreiheit einräumte.

„Die Geschichte der oberösterreichischen Sozialdemokratie begann im Sommer 1868 mit dem in der Poschacher Bierhalle in Urfahr gegründeten Arbeiterbildungsverein. Gesellschaftspolitisch war die Zeit der Industrialisierung geprägt von großen sozialen Unterschieden, was viele Menschen in Not und Armut führte: Die Arbeiterschaft litt unter extremen Ausbeutungsverhältnissen und war ohne soziale oder rechtliche Absicherung. Als am besten geeignetes Mittel, die Situation der Arbeiter zu verbessern, wurde die Bildung betrachtet. Die Aufgaben des Linzer Arbeiterbildungsvereins gingen jedoch weit über die Bildungsaufgaben hinaus. Er wurde zum Ort der politischen Auseinandersetzung, was bald zu einer Bildung einer sozialistischen Fraktion führte.
Am 22. November 1891 wurde im Gasthaus zum Goldenen Hirschen (heute Hirschgasse 7) in Linz der sozialdemokratische Landesverein für Oberösterreich konstituiert. Federführende Kraft dabei war der Linzer Arbeiter Anton Weiguny. Die wachsende Bewegung erlangte nicht nur rasch mehr Einfluss, sondern hatte auch großen Zulauf. Im Jahr 1920 wurde das Haus in der Linzer Landstraße 36 zur Zentrale der Sozialdemokratie in Oberösterreich, welches diese Funktion bis heute innehat.
Nach den Februarkämpfen 1934 wurde die Sozialdemokratie erneut verboten und auch das Parteivermögen konfisziert. Sozialdemokraten mussten entweder emigrieren oder im Untergrund weiterarbeiten. Erst mit der Konstituierung der Zweiten Republik 1945 erfolgte die Neugründung der SPÖ unter Karl Renner, welcher wie schon in der Ersten Republik Staatskanzler in einer provisorischen Regierung wurde. In Oberösterreich war Ludwig Bernaschek eine treibende Kraft und auch das Parteihaus an der Linzer Landstraße 36 wurde wieder zur Parteizentrale.“

Seit 1945 ist die SPÖ durchgehend in der oberösterreichischen Landesregierung vertreten, belegte jedoch bis auf eine Ausnahme, die Landtagswahl 1967, stets den zweiten Platz hinter der ÖVP.
Birgit Gerstorfer wurde 2016 bei einem außerordentlichen Parteitag zur Landesparteivorsitzenden gewählt und war somit die erste Frau in dieser Funktion.
Die SPÖ stellte in Oberösterreich bisher keinen Landeshauptmann.
Nach der Landtagswahl 2015 verfügte die Oberösterreichische SPÖ über 11 Mandate im Oberösterreichischen Landtag. Sie regierte dort mit der Landesrätin für Soziales und Gemeinden, Birgit Gerstorfer, in der Proporzregierung mit ÖVP, FPÖ und den Grünen in der Landesregierung Stelzer I. Zudem entsendet die Landespartei zwei Abgeordnete in den österreichischen Bundesrat, Bettina Lancaster und Dominik Reisinger.
Seit der Landtagswahl 2021 ist die SPÖ Oberösterreich weiterhin mit 11 Sitzen im Landtag vertreten. Birgit Gerstorfer wurde zu Beginn der Gesetzgebungsperiode Landesrätin in der Landesregierung Stelzer II für die Bereiche Jugendschutz, SPÖ-Gemeinden, Personenstandswesen, Verwaltungspolizei, Zivildienst und Tierschutz. Das Sozialressort ging an Wolfgang Hattmannsdorfer (ÖVP).
Für die SPÖ Oberösterreich sitzen seit der Nationalratswahl 2019 sechs Abgeordnete im österreichischen Nationalrat, Michael Seemayer, Eva-Maria Holzleitner, Dietmar Keck, Sabine Schatz, Alois Stöger und Petra Wimmer. Seit der Europawahl 2019 sitzt zudem ein Abgeordneter für die SPÖ Oberösterreich im EU-Parlament, der ehemalige Bürgermeister von Bad Ischl, Hannes Heide.
Ab dem 1. Oktober 2022 war Michael Lindner Landesvorsitzender der SPÖ Oberösterreich. Seine Vorgängerin als Landesvorsitzende war bis Februar 2022 die Landesrätin Birgit Gerstorfer. Sie war die erste Frau in dieser Position. Am 10. November 2022 folgte Lindner Gerstorfer auch als Landesrat nach.
Nachdem dem Rückzug von Michael Lindner im November 2024 übernahm Alois Stöger im Dezember 2024 interimistisch die Führung der SPÖ Oberösterreich.

### Parteivorsitzende seit 1945
Angaben laut SPÖ-Webseite:
- 1945–1957: Ernst Koref
- 1957–1967: Edmund Aigner
- 1967–1969: Ludwig Bernaschek
- 1969–1972: Stefan Demuth
- 1972–1974: Franz Hillinger
- 1974–1982: Rupert Hartl
- 1982–1993: Karl Grünner
- 1993–2000: Fritz Hochmair
- 2000–2009: Erich Haider
- 2009–2013: Josef Ackerl
- 2013–2015: Reinhold Entholzer
- 2015–2016: Johann Kalliauer
- 2016–2022: Birgit Gerstorfer
- 2022–2024: Michael Lindner[14]
- 2024–2025: Alois Stöger (geschäftsführend)[15]
- seit 2025: Martin Winkler[16]

### Geschäftsführer
- 2016–2019: Bettina Stadlbauer[17]
- 2019–2022: Georg Brockmeyer
- 2022–2025: Florian Koppler[18]
- seit 2025: Nicole Trudenberger[19]

## Teil- und Vorfeldorganisationen
Die Oberösterreichische SPÖ unterhält ebenso wie die Bundes-SPÖ Teil- und Vorfeldorganisationen. Eine Mitgliedschaft in einer der Teilorganisationen der SPÖ Oberösterreich bringt in der Regel auch gleichzeitig eine Mitgliedschaft in der Landes- und darüber hinaus in der Bundespartei mit sich. Von den SPÖ-Teilorganisationen existieren folgende Landesorganisationen in Oberösterreich:
- Aktion kritischer Schüler_innen (aks) Oberösterreich
- Arbeitersamariterbund Oberösterreich
- Arbeitersängerbund Oberösterreich
- Auto-, Motor- und Radfahrerbund Österreichs (ARBÖ) Oberösterreich
- Arbeitsgemeinschaft für Sport und Körperkultur in Österreich (ASKÖ) Oberösterreich
- Bund Sozialdemokratischer AkademikerInnen (BSA) Oberösterreich
- Bund Sozialdemokratischer FreiheitskämpferInnen (BSF) Oberösterreich
- Europacamp
- Fraktion Sozialdemokratischer GewerkschafterInnen (FSG) Oberösterreich
- Gesellschaft für Kulturpolitik
- Initiative Kritischer Studierender
- Jugendherbergsverband Oberösterreich
- Jugendzentrumsverband Oberösterreich
- Junge Generation (JG) in der SPÖ Oberösterreich
- Kinderfreunde Oberösterreich
- Marie Jahoda – Otto Bauer Institut
- Mietervereinigung Oberösterreich
- Naturfreunde Oberösterreich
- Pensionistenverband Oberösterreich
- Rote Falken Oberösterreich
- Sozialdemokratischer Lehrerverein Oberösterreich
- SoHo Oberösterreich
- Sozialdemokratischer Wirtschaftsverband Oberösterreich
- Sozialistische Jugend (SJ) Oberösterreich
- Volkshilfe Oberösterreich
- Verband Sozialistischer Student_innen (VSStÖ) Linz